# Adrien Proust
Adrien Achille Proust, född den 18 mars 1834 i Illiers, död den 26 november 1903 i Paris, var en fransk läkare med inriktning särskilt på folkhälsa, hygiène privée et publique, ofta med epidemiologisk arbetsmetod. Han var far till Marcel Proust.
Proust studerade medicin i Paris, där han 1862 blev medicine doktor på avhandlingen Pneumothorax idiopathique (≈luft i lungsäcken av okänd orsak). Från 1863 var han verksam som klinikchef och 1866 erhöll han sin docentur med avhandlingen Des différentes formes de ramollissement du cerveau. År 1869 genomförde han en studieresa  till Ryssland, Persien, Turkiet, Saudiarabien och Egypten för att identifiera kolerans smittvägar. Erfarenheterna och slutsatserna var att Egypten var det land genom vilket smittan borde kunna hejdas. På resan besökte han även Aten, Konstantinopel, Messina och flera platser i Tyskland. År 1870 fick han Hederslegionen för sina insatser mot koleran och han fick alltmer omfattande uppdrag både nationellt och internationellt när det gällde sanitet och smittskydd. År 1885 blev han professor i hygien vid medicinska fakulteten i Paris och intog en ledande klinisk position vid Hôtel-Dieu de Paris. Han var ledamot av Comité d'Hygiène publique de France och av Académie de médecine från 1879, där han tjänstgjorde som sekreterare 1883–1888.
Förutom infektionssjukdomar och smittskydd engagerade sig Proust i andra miljörelaterade hälsofrågor, närmast motsvarande det nutida svenska begreppet "folkhälsa" med arbetsrelaterade sjukdomar som dammlungsjukdomar och yrkesallergier samt vad som i dag kallas stressjukdomar, olika former av neurasteni, som han även hade inom släkten. Hans mest omfattande litterära verk var den 1877 utgivna encyklopediska Traité d'hygiène publique et privée på 840 sidor med utförlig vetenskaplig dokumentation om de flesta folkhälsoområden som demografi, folksjukdomar, smittspridning, nutrition, yrkessjukdomar, miljöproblem och förebyggande åtgärder på både individ- och befolkningsnivå. Det ingår även internationella utblickar som berör stadsmiljöer, näringsförhållanden, klimatvariationer och liknande.